# アレンザホールディングス
アレンザホールディングス株式会社（英: Alleanza Holdings Co., Ltd.）は、福島県福島市に本社を置き、東北地方、東海地方、中国・四国地方を中心にホームセンター及びペットショップを運営するグループの持株会社。バローホールディングスの連結子会社。

## 概要
2016年9月1日、福島市に本社を置くダイユーエイトと岡山県岡山市に本社を置くリックコーポレーション（2019年3月1日付でタイムに商号変更）が共同持株会社「ダイユー・リックホールディングス株式会社」として設立した。
2019年4月1日、東海地方を拠点にスーパーマーケット・ホームセンター・ドラッグストア・スポーツクラブなどを店舗展開するバローグループの持株会社であるバローホールディングスと経営統合を行うと同時に、バローホールディングスに株式の50%移転を行い、同社の連結子会社となった。同時に商号も「アレンザホールディングス株式会社」へ変更。これによりホームセンターバローはバローホールディングスの孫会社となった。

## 沿革
- 2016年（平成28年）9月1日 - 株式会社ダイユーエイトと株式会社リックコーポレーションが共同株式移転により設立。ダイユーエイトの1株にダイユー・リックホールディングスの1.11株、リックコーポレーションの1株にダイユー・リックホールディングスの1株を割り当てる[3]。東京証券取引所第一部に上場していたダイユーエイト及びジャスダックに上場していたリックコーポレーションに代わり、東京証券取引所第一部に上場。
- 2017年（平成29年）3月1日 - 株式会社ダイユーエイトと株式会社リックコーポレーションのペット事業を、当社の完全子会社である株式会社アミーゴに会社分割[7]。
- 2019年（平成31年）4月1日 - 株式会社バローホールディングスと経営統合を実施。同時に商号をアレンザホールディングス株式会社へ変更し、アレンザホールディングスはバローホールディングスの子会社となり、株式会社ホームセンターバローを株式交換により完全子会社化[4][5][6]。

## 傘下企業
- 株式会社ダイユーエイト（福島県福島市） - ホームセンター「ダイユーエイト」を運営。
  - 株式会社日敷（秋田県湯沢市） - 祖業である家具小売店の「家具の日敷」とホームセンター「ハッピー」を運営。2015年1月にダイユーエイトの連結子会社となる。
- 株式会社タイム（岡山県岡山市） - ホームセンター「タイム」を運営。
  - 有限会社アグリ元気岡山（岡山県総社市） - 観光農園「農マル園芸」を運営。
- 株式会社ホームセンターバロー（岐阜県多治見市） - 「ホームセンターバロー」を運営。
- 株式会社アミーゴ（東京都千代田区） - ペットショップ「ペットワールド アミーゴ」を運営。
  - 株式会社ジョーカー（東京都千代田区） - ペットショップ「ジョーカー」を運営。2015年9月にリックコーポレーション（現・タイム）の子会社となる。
- 株式会社アレンザ・ジャパン（東京都千代田区） - 輸入卸売業。